# Gouvernement Kariņš I
Pour les articles homonymes, voir gouvernement Kariņš.
République de Lettonie
Kučinskis Kariņš II
Le gouvernement Kariņš I (en letton : Kariņa 1. Ministru kabinets) est le gouvernement de la république de Lettonie entre le 23 janvier 2019 et le 14 décembre 2022, durant la 13e législature de la Saeima.

## Historique du mandat
Dirigé par le nouveau Premier ministre conservateur Arturs Krišjānis Kariņš, ancien ministre des Affaires économiques, il est constitué et soutenu par une coalition de droite et de centre droit entre Qui possède l'État ? (KPV), le Nouveau Parti conservateur (JKP), Développement/Pour ! (AP), l'Alliance nationale (NA) et Unité (V). Ensemble, ils disposent de 66 députés sur 100 à la Saeima.
Il est formé à la suite des élections législatives du 6 octobre 2018.
Il succède donc au gouvernement de l'écologiste Māris Kučinskis, constitué et soutenu par une coalition entre Unité, l'Union des verts et des paysans (ZZS) et la NA.

### Formation
Au cours du scrutin parlementaire, le parti de centre gauche pro-russe Harmonie (Saskaņa) arrive en tête mais sans majorité, tandis que les partis au pouvoir perdent 30 sièges et leur majorité absolue. Qui possède l'État ?, le Nouveau Parti conservateur et Développement/Pour gagnent pour leur part leur première représentation parlementaire.
Le président Raimonds Vējonis confie à l'ancien ministre Jānis Bordāns, du JKP, la mission de constituer un nouvel exécutif le 7 novembre, mais celui-ci échoue et rend son mandat une semaine plus tard. Le chef de l'État fait alors appel à Aldis Gobzems, chef de KPV, le 26 novembre mais lui retire sa mission deux semaines plus tard, le mandataire n'étant pas parvenu à sécuriser une majorité parlementaire.
Le 7 janvier 2019, Vējonis charge le député européen d'Unité Arturs Krišjānis Kariņš de mettre sur pied le prochain gouvernement letton. Étant parvenu à installer une coalition pentapartite, il sollicite et obtient la confiance de la Saeima le 23 janvier par 61 voix favorables, cinq parlementaires de Qui possède l'État ? ayant effectivement voté contre.

### Évolution
À la suite de l'expulsion de Qui possède l'État ? de la coalition pentapartite au pouvoir et de la ministre de l'Éducation du Nouveau Parti conservateur, un remaniement ministériel est opéré le 3 juin 2021, qui voit la désignation de trois nouveaux ministres et la confirmation du ministre des Affaires économiques, passé de KPV LV à l'Alliance nationale.

### Succession
Le 5 janvier 2022, il établit le record de longévité d'un gouvernement en Lettonie, ayant passé 1 078 jours au pouvoir, soit un jour de plus que le gouvernement Kučinskis, précédent détenteur de ce record.

## Composition

### Initiale (23 janvier 2019)
| Portefeuille                                                              | Nom | Nom | Nom                                        | Parti |
| ------------------------------------------------------------------------- | --- | --- | ------------------------------------------ | ----- |
| Premier ministre                                                          |     |     | Arturs Krišjānis Kariņš                    | V     |
| Vice-Premier ministre Ministre de la Défense                              |     |     | Artis Pabriks                              | AP    |
| Vice-Premier ministre Ministre de la Justice                              |     |     | Jānis Bordāns                              | JKP   |
| Ministre des Affaires étrangères                                          |     |     | Edgars Rinkēvičs                           | V     |
| Ministre des Affaires économiques                                         |     |     | Ralfs Nemiro (jusqu'au 16/03/2020)         | KPV   |
| Ministre des Affaires économiques                                         |     |     | Sandis Ģirģens a.i.                        | KPV   |
| Ministre des Affaires économiques                                         |     |     | Jānis Vitenbergs (à partir du 02/04/2020)  | KPV   |
| Ministre des Finances                                                     |     |     | Jānis Reirs                                | V     |
| Ministre de l'Intérieur                                                   |     |     | Sandis Ģirģens                             | KPV   |
| Ministre de l'Éducation et de la Science                                  |     |     | Ilga Šuplinska                             | JKP   |
| Ministre de la Culture                                                    |     |     | Dace Melbārde (jusqu'au 19/06/2019)        | NA    |
| Ministre de la Culture                                                    |     |     | Kaspars Gerhards a.i.                      | NA    |
| Ministre de la Culture                                                    |     |     | Nauris Puntulis (à partir du 04/07/2019)   | NA    |
| Ministre du Bien-être social                                              |     |     | Ramona Petraviča                           | KPV   |
| Ministre des Transports                                                   |     |     | Tālis Linkaits                             | JKP   |
| Ministre de la Santé                                                      |     |     | Ilze Viņķele (jusqu'au 07/01/2021)         | AP    |
| Ministre de la Santé                                                      |     |     | Daniels Pavļuts                            | AP    |
| Ministre de la Protection de l'environnement et du Développement régional |     |     | Juris Pūce (jusqu'au 12/11/2020)           | AP    |
| Ministre de la Protection de l'environnement et du Développement régional |     |     | Artis Pabriks a.i.                         | AP    |
| Ministre de la Protection de l'environnement et du Développement régional |     |     | Artūrs Toms Plešs (à partir du 17/12/2020) | AP    |
| Ministre de l'Agriculture                                                 |     |     | Kaspars Gerhards                           | NA    |

### Remaniement du 3 juin 2021
- Par rapport à la composition précédente, les nouveaux ministres sont indiqués en gras, ceux ayant changé d'attributions le sont en italique.

| Portefeuille                                                              | Nom | Nom | Nom                                      | Parti |
| ------------------------------------------------------------------------- | --- | --- | ---------------------------------------- | ----- |
| Premier ministre                                                          |     |     | Arturs Krišjānis Kariņš                  | V     |
| Vice-Premier ministre Ministre de la Défense                              |     |     | Artis Pabriks                            | AP    |
| Vice-Premier ministre Ministre de la Justice                              |     |     | Jānis Bordāns                            | JKP   |
| Ministre des Affaires étrangères                                          |     |     | Edgars Rinkēvičs                         | V     |
| Ministre des Affaires économiques                                         |     |     | Jānis Vitenbergs (jusqu'au 26/05/2022)   | NA    |
| Ministre des Affaires économiques                                         |     |     | Ilze Indriksone                          | NA    |
| Ministre des Finances                                                     |     |     | Jānis Reirs                              | V     |
| Ministre de l'Intérieur                                                   |     |     | Marija Golubeva (jusqu'au 16/05/2022)    | AP    |
| Ministre de l'Intérieur                                                   |     |     | Artis Pabriks (intérim)                  | AP    |
| Ministre de l'Intérieur                                                   |     |     | Kristaps Eklons (à partir du 26/05/2022) | AP    |
| Ministre de l'Éducation et de la Science                                  |     |     | Anita Muižniece                          | JKP   |
| Ministre de la Culture                                                    |     |     | Nauris Puntulis                          | NA    |
| Ministre du Bien-être social                                              |     |     | Gatis Eglītis                            | JKP   |
| Ministre des Transports                                                   |     |     | Tālis Linkaits                           | JKP   |
| Ministre de la Santé                                                      |     |     | Daniels Pavļuts                          | AP    |
| Ministre de la Protection de l'environnement et du Développement régional |     |     | Artūrs Toms Plešs                        | AP    |
| Ministre de l'Agriculture                                                 |     |     | Kaspars Gerhards                         | NA    |